# يوني غونزاليس
يوني غونزاليس (بالإسبانية: Yony González) هو لاعب كرة قدم كولومبي في مركز الوسط، ولد في 11 يوليو 1994 في ميديلين في كولومبيا. شارك مع منتخب كولومبيا تحت 23 سنة لكرة القدم. أما مع النوادي، فقد لعب مع أتلتيكو جونيور وديبورتيفو كالي ولوس أنجلوس غلاكسي ونادي بنفيكا ونادي سيارا ونادي فلومينينسي ونادي كورينثيانز.

## وصلات خارجية
- يوني غونزاليس على موقع قاعدة بيانات كرة القدم.إي يو (الإنجليزية)
- يوني غونزاليس على موقع Soccerway.com (الإنجليزية)
- يوني غونزاليس على موقع عالم كرة القدم.نت (الإنجليزية)
- يوني غونزاليس على موقع AS.com (الإسبانية)